# Треллі
Треллі́ (фр. Trelly) — колишній муніципалітет у Франції, у регіоні Нормандія, департамент Манш. Населення — 671 осіб (2011).
Муніципалітет був розташований на відстані близько 280 км на захід від Парижа, 85 км на захід від Кана, 30 км на південний захід від Сен-Ло.

## Історія
До 2015 року муніципалітет перебував у складі регіону Нижня Нормандія. Від 1 січня 2016 року належав до нового об'єднаного регіону Нормандія.
1 січня 2019 року Треллі, Контрієр, Геебер i Ерангервіль було приєднано до муніципалітету Кеттревіль-сюр-Сьєнн.

## Демографія
Динаміка населення (INSEE ):
Розподіл населення за віком та статтю (2006):
| Стать | Всього | До 15 років | 15-24 | 25-44 | 45-64 | 65-85 | Понад 85 |
| --- | ------ | ----------- | ----- | ----- | ----- | ----- | -------- |
| Чоловіки | 275    | 61          | 12    | 69    | 81    | 52    | 0        |
| Жінки | 280    | 49          | 32    | 61    | 65    | 69    | 4        |
| \| Статево-вікова піраміда \| Статево-вікова піраміда \| Статево-вікова піраміда \| \| ----------------------- \| ----------------------- \| ----------------------- \| \| Чоловіки \| Вік \| Жінки \| \| 0 \| 85 + \| 4 \| \| 16 \| 80-84 \| 8 \| \| 16 \| 75-79 \| 20 \| \| 8 \| 70-74 \| 33 \| \| 12 \| 65-69 \| 8 \| \| 16 \| 60-64 \| 8 \| \| 12 \| 55-59 \| 16 \| \| 20 \| 50-54 \| 16 \| \| 33 \| 45-49 \| 25 \| \| 25 \| 40-44 \| 0 \| \| 16 \| 35-39 \| 33 \| \| 12 \| 30-34 \| 12 \| \| 16 \| 25-29 \| 16 \| \| 8 \| 20-24 \| 20 \| \| 4 \| 15-20 \| 12 \| \| 16 \| 10-14 \| 8 \| \| 20 \| 5-9 \| 25 \| \| 25 \| 0-4 \| 16 \| |        |             |       |       |       |       |          |
| Статево-вікова піраміда |        |             |       |       |       |       |          |
| Чоловіки | Вік    | Жінки       |       |       |       |       |          |
| 0 | 85 +   | 4           |       |       |       |       |          |
| 16 | 80-84  | 8           |       |       |       |       |          |
| 16 | 75-79  | 20          |       |       |       |       |          |
| 8 | 70-74  | 33          |       |       |       |       |          |
| 12 | 65-69  | 8           |       |       |       |       |          |
| 16 | 60-64  | 8           |       |       |       |       |          |
| 12 | 55-59  | 16          |       |       |       |       |          |
| 20 | 50-54  | 16          |       |       |       |       |          |
| 33 | 45-49  | 25          |       |       |       |       |          |
| 25 | 40-44  | 0           |       |       |       |       |          |
| 16 | 35-39  | 33          |       |       |       |       |          |
| 12 | 30-34  | 12          |       |       |       |       |          |
| 16 | 25-29  | 16          |       |       |       |       |          |
| 8 | 20-24  | 20          |       |       |       |       |          |
| 4 | 15-20  | 12          |       |       |       |       |          |
| 16 | 10-14  | 8           |       |       |       |       |          |
| 20 | 5-9    | 25          |       |       |       |       |          |
| 25 | 0-4    | 16          |       |       |       |       |          |

## Економіка
2010 року серед 394 осіб працездатного віку (15—64 років) 296 були активними, 98 — неактивними (показник активності 75,1%, у 1999 році було 67,3%). З 296 активних мешканців працювало 280 осіб (149 чоловіків та 131 жінка), безробітними було 16 (5 чоловіків та 11 жінок). Серед 98 неактивних 27 осіб було учнями чи студентами, 45 — пенсіонерами, 26 були неактивними з інших причин.

У 2010 році в муніципалітеті числилось 274 оподатковані домогосподарства, у яких проживали 650,5 особи, медіана доходів виносила 16 108 євро на одного особоспоживача